# Mlin na veter pri kraju Wijk bij Duurstede (Ruisdael)
Mlin na veter pri kraju Wijk bij Duurstede (ok. 1670) je slika olje na platnu nizozemskega slikarja Jacoba van Ruisdaela. Je primer nizozemskega slikarstva zlate dobe in je zdaj v zbirki amsterdamskega muzeja, ki ga je posodil Rijksmuseumu.

## Predmet, datacija in izvor
Slika prikazuje kraj Wijk bij Duurstede, obrečno mesto približno 20 kilometrov od Utrechta, s prevladujočo valjasto vetrnico, ki jo harmonizirajo linije rečnega brega in jader, ter kontrasti med svetlobo in senco, ki delujejo skupaj s povečano koncentracijo mase in prostora. Pozornost do podrobnosti je izjemna. Umetnostni zgodovinar Seymour Slive poroča, da so tako z vidika letalskega inženiringa kot s hidrološkega vidika najbolj fini detajli pravilni, v jadrih mlina na veter oziroma v rečnih valovih.
Ni zagotovo znano, kdaj je Ruisdael naslikal Mlin na veter. Slika ni datirana, saj je zelo malo njegovih del po letu 1653. Datiranje kasnejšega dela je bilo zato v veliki meri detektivsko delo in špekulacije. Predvideva se, da je bila naslikana leta 1670.
Zdi se, da je za razliko od mnogih drugih Ruisdaelov Mlin na veter ostal v nizozemskih rokah. Ob neznanem datumu ga je pridobil Adriaan van der Hoop in ga leta 1854 zapustil novemu amsterdamskemu muzeju. Od 30. junija 1885 je bil izposojen Rijksmuseumu v Amsterdamu. Njegovo trajno priljubljenost dokazuje prodaja kartic v Rijksmuseumu, pri čemer je Mlin na veter na tretjem mestu za Rembrandtovo Nočno stražo in Vermeerjevim Pogledom na Delft.

## Drugi mlin na veter pri kraju Wijk bij Duurstede
Ruisdaelov mlin na veter ne stoji več, čeprav so njegovi temelji še vidni. Drugi mlin na veter, ki stoji nekaj sto metrov dlje, pogosto zamenjujejo z Ruisdaelovim. Ta zmeda je nastala leta 1911, ko je Hofstede de Groot o sliki zapisal:
»Ren teče z leve razdalje in zapolnjuje skoraj celotno ospredje, razen pasu desnega brega, ki je viden spredaj.
Brežina je obložena s piloti; na njej v ospredju raste trsje. Desno na sredini je velik mlin na kamne, z jadri zadaj in nagnjenim v levo. Dviga se daleč nad nizkim drevjem okoli njega in škofovsko palačo za njim na levi. Desno od mlina je koča; bolj desno se dviga stolp mestne cerkve. Na cesti ob bregu na desni so tri ženske. Desno v ospredju ležita dva mlinska kamna. Na reki levo v daljavi sta dve jadrnici. Desno od njih se za okljukom potoka dvigata dva jambora. Lepo oblačno nebo. Mlin še vedno stoji na tem mestu, kjer se Ren deli v Lek in Kromme Rhyn (ali "Krivi" Ren). Ni pa tako visoka, kot se zdi na sliki; in spodnji del je zdaj kvadraten in ne okrogel in ima prehod skozenj. Tam, kjer se vidi nizko drevje okoli mlina, sedaj stojijo hiše. Ena najlepših Ruisdaelovih slik. [Primerjaj 183 in 936.]
Podpisano v celoti na desni strani; platno, 33 palcev krat 40 palcev.

Gravirali L. C. van Kesteren, W. Steelink starejši in J. H. Graadt van Roggen. Prodaja. ]. Noe, 1841. V zbirki A. van der Hoopa, Amsterdam; zapuščeno mestu leta 1854. V Rijksmuseumu, Amsterdam, zapuščina Van der Hoopa, katalog iz leta 1910, št. 2074.«
- Vse, kar je ostalo od prvotnega mlina
- Obzorje kraja Wijk bij Duurstede danes
- Drugi mlin na veter v kraju Wijk bij Duurstede, ponoči

## Podobne slike
Ta prizor je podoben drugim Ruisdaelovim panoramam (neidentificiranih) mlinov na veter. Ruisdaelovo delo je navdihnilo poznejše krajinske slikarje, kot je John Constable.
- Cleveland Museum of Art
- Royal Collection
- Privatna zbirka
- Dulwich Picture Gallery
- Kopija Constabla